# Castor (hvězda)
Castor (α Gem / α Geminorum / alfa Geminorum) je druhou nejjasnější hvězdou v souhvězdí Blíženců a zároveň jednou z nejjasnějších hvězd na obloze. Jedná se o velmi zajímavý vícenásobný hvězdný systém.
Při pozorování dalekohledem lze rozlišit tři složky: dvě hlavní modrobílé hvězdy Castor A a Castor B s jasnostmi 1,96m a 2,89m, a nedaleko nich červeného trpaslíka Castor C (označovaného také jako YY Geminorum) spektrálního typu M1,5. A a B tvoří vizuální dvojhvězdu s úhlovou vzdáleností 2,2", která se vzájemně oběhne za 340–400 let. Nejmenšího úhlového přiblížení, 1,9", dosáhly v roce 1970, od té doby se jejich vzájemná vzdálenost postupně zvětšuje (v roce 1985 činila 2,6", kolem roku 2000 asi 3,8"). Hmotnější z těchto dvou hvězd je zhruba 22krát svítivější než Slunce. Červený trpaslík Castor C, vzdálený přibližně 73" od dvojice A-B, má jasnost přes 9m a oběhne je za několik tisíc let. Castor C je eruptivní proměnnou hvězdou, podle některých zdrojů také zákrytovou dvojhvězdou typu Algol. Její jasnost kolísá přibližně v rozmezí 9,1m až 9,6m (podle jiných údajů 8,6m až 9,1m) s periodou asi 19,5 hodiny.
Všechny tři složky tohoto systému jsou navíc spektroskopickými dvojhvězdami. U systémů A a B je vzdálenost jejich složek pouhých 10 milionů km (méně než pětina vzdálenosti Merkuru od Slunce). Dvojhvězda A oběhne kolem společného těžiště za 9,2 dne, dvojhvězda B za 2,9 dne. Červený trpaslík C se skládá ze dvou chladných trpaslíků vzdálených od sebe jen 3 miliony km, které se oběhnou přibližně za 19–20 hodin. Tato krátká perioda je příčinou pozorovaných změn jasnosti.
Celkově tedy Castor představuje šestinásobný hvězdný systém sestávající ze tří velmi těsných dvojhvězd.